# Астрос II
Астрос-II (енгл. Artillery SaTuration ROcket System) је самоходни вишецевни бацач ракета који производи компанија Авибарс из Бразила. Карактеришу га модуларни дизајн и то што може да користи ракете у различитог калибра у распону од 127 mm до 300 mm. Развијен је на бази Тектран возила ВБТ-2028 6x6 за све врсте терена што му повећава мобилност.

## Преглед
Астрос-II се обично групише у виду артиљеријских батерија које сачињава око 13 возила: од тога је 6 лансера Астрос-II, 6 возила за снабдевање и транспорт ракета и 1 специјалног радаром опремљеног возила за управљање системом за контролу ватре. Лансер је способан да испаљује ракете различитог калибра, наоружане бојевим главама различитог домета.
Свако возило за пуњење садржи два комплета за пуњење са ракетама.

## Историја употребе
Ракетни систем Астрос-II ушао је у службену употребу бразилске војске 1983. Године. Систем се доказао у борбеној употреби, за време Заливског рата када га је користила ирачка војска.
Током 1980-тих Авибарс је према проценама, Ираку продао 66 система Астрос-II. Ирак је такође створио свој систем Саџил-60 који је израђен по бразилској лиценци за њихов СС-60. Саудијској Арабији продато је 60 система Астрос-II, као и непознат број Катару и Бахреину. Укупна зарада од извоза Астроса-II између 1982 и 1987 године достигла је 1 милијарду америчких долара. Ова чињеница учинила је вишецевни бацач ракета Астрос-II најисплативијим наоружањем компаније Авибарс.
Током 1980-тих и раних 1990-тих, Авибарс је радио скоро искључиво на производњи ракета и вишецевних бацача ракета (ВБР), као што је Астрос-II, и уз то, на развоју противтенковских и противбродских ракета. На свом врхунцу, Авибас је запошљавао 6 000 радника, касније раних 1990-тих ће тај број бити смањен на свега 900 радника, због смањења потражње за на тржишту оружја. Али је ипак, коришћен 1991. године успешно коришћен у првом Зливском рату, од стране Саудијске Арабије против Ирака. Много година раније, систем Астрос-II помогао је Анголи да порази побуњеничкер снаге УНИТА.

## Нова генерација
Следећи корак представља, амбициозни пројекат, под ознаком Астрос 2020. То ће бити нови концепт, за који ће према неким проценама бити потребно око 1,2 милијарде бразилских реала, од чега ће око 210 милиона америчких долара бити искључиво уложено у развојни програм. Систем ће бити интегрисан са крстарећом ракетом АВТМ-300 са дометом од 300 km у фази тестирања и издавања сертификата. Сматра се да ће овај подухват, примера ради, омогућити војсци да придружи Астрос-II против ваздушној одбрани и њеним против-авионским цевима, чиме се отвара пут за коришћење заједничких платформи, камиона, делова електронских сензора и командних возила. Астрос 2020 ће такође бити опремљен 180 mm ракетама које се наводе путем ГПС-а познате као СС-АВ-40 са дометом од 40 km.
Око 30 комада Астрос 2020 је већ поручено.

## Варијанте
- СС-30 - испаљује 127 mm ракете - Пуњење 32 комада
- СС-40 - испаљује 180 mm ракете - Пуњење 16 комада
- СС-60 - испаљује 300 mm ракете - Пуњење 4 комада
- СС-80 - испаљује 300 mm ракете - Пуњење 4 комада
- SS-150 - испаљује 300 mm ракете - Пуњење 4 комада
- АВТМ-300 – крстарећа ракета домета 300 километара (у развоју)

## Спецификације
- Домет у индиректном моду паљбе[9] (прва бројка означава минимални домет):
  - СС-30: 9–30 km
  - СС-40: 15–35 km
  - СС-60: 20–60 km
  - СС-80: 22–90 km
  - СС-150: 29–150 km
- Оклоп: класификација. Вероватно лаки композитни ради заштите од лаког наоружања.
- Наоружање: једна батерија од 4, 16 или 32 лансирне цеви
- Одлике:
  - препрека 1,1 m
  - вертикална препрека 1 m
  - ров до дубине 2,29 m
- Тип муниције: Високо експлозовна(ВE)

## Корисници

### Тренутни корисници
- Ангола[10]
- Бахреин
- Бразил:
  - Бразилска војска поседује 20 Астрос II (5 батерија) и 18 Астрос 2020 (4 батерије)
  - Бразилски корпус маринаца ће користити поморску варијанту, 6 Астрос 2020 (1 батерија)
- Малезија: Малезијска војска поседује 54 Астрос II[11]
- Индонезија: Индонезијска војска поседује 36 Астрос II на чекању[12]
- Ирак: Ирачке безбедносне снаге поседују 66 Астрос II[1][4] (такође такође израђених по лиценци за Саџил-60).
- Катар
- Саудијска Арабија: Војска Краљевине Саудијске Арабије поседује 76 лансера Астрос II[3]